# 大相撲令和6年5月場所
大相撲令和6年5月場所（おおずもうれいわろくねん5がつばしょ）は、2024年（令和6年）5月12日から5月26日までの15日間、日本の東京都墨田区の国技館（両国国技館）で開催された大相撲本場所である。

## 概要
5月場所に関する時系列
- 2024年4月30日
  - 番付発表[1]。

- 5月9日
  - 小結・朝乃山、幕内・尊富士が休場を発表[2][3]。

- 5月18日
  - 大関・霧島、東関脇・若元春が7日目に休場を発表[4]。角番の霧島は再出場せず、来場所の降格が決定[5]。

## 番付・星取表
※赤文字は優勝力士の成績。

### 幕内
| 東方   | 東方       | 東方     | 番付   | 西方     | 西方      | 西方                       |
| 備考   | 成績       | 力士名   | 番付   | 力士名   | 成績      | 備考                       |
| ------ | ---------- | -------- | ------ | -------- | --------- | -------------------------- |
|        | 0勝2敗13休 | 照ノ富士 | 横綱   |          |           |                            |
|        | 10勝5敗    | 豊昇龍   | 大関   | 琴櫻     | 11勝4敗   |                            |
|        | 0勝2敗13休 | 貴景勝   | 大関   | 霧島     | 1勝6敗8休 | 角番                       |
|        | 4勝8敗3休  | 若元春   | 関脇   | 阿炎     | 10勝5敗   | 再関脇                     |
| 再小結 | 全休       | 朝乃山   | 小結   | 大の里   | 12勝3敗   | 新小結 優勝 殊勲賞・技能賞 |
|        | 7勝8敗     | 熱海富士 | 前頭1  | 大栄翔   | 11勝4敗   |                            |
|        | 9勝6敗     | 平戸海   | 前頭2  | 豪ノ山   | 6勝9敗    |                            |
|        | 7勝3敗5休  | 髙安     | 前頭3  | 翔猿     | 6勝9敗    |                            |
|        | 6勝9敗     | 王鵬     | 前頭4  | 宇良     | 7勝8敗    |                            |
|        | 7勝8敗     | 阿武咲   | 前頭5  | 明生     | 10勝5敗   |                            |
|        | 全休       | 尊富士   | 前頭6  | 翠富士   | 5勝10敗   |                            |
|        | 5勝10敗    | 錦木     | 前頭7  | 御嶽海   | 8勝7敗    |                            |
|        | 8勝7敗     | 隆の勝   | 前頭8  | 琴勝峰   | 8勝7敗    |                            |
|        | 7勝8敗     | 玉鷲     | 前頭9  | 正代     | 7勝8敗    |                            |
|        | 9勝6敗     | 湘南乃海 | 前頭10 | 金峰山   | 8勝7敗    |                            |
|        | 9勝6敗     | 佐田の海 | 前頭11 | 北勝富士 | 7勝8敗    |                            |
|        | 8勝7敗     | 一山本   | 前頭12 | 錦富士   | 5勝10敗   |                            |
| 再入幕 | 2勝9敗4休  | 水戸龍   | 前頭13 | 美ノ海   | 8勝7敗    |                            |
|        | 10勝5敗    | 竜電     | 前頭14 | 欧勝馬   | 10勝5敗   | 新入幕 敢闘賞              |
| 新入幕 | 6勝9敗     | 時疾風   | 前頭15 | 狼雅     | 7勝8敗    |                            |
| 再入幕 | 2勝13敗    | 友風     | 前頭16 | 宝富士   | 9勝6敗    | 再入幕                     |
|        | 3勝12敗    | 剣翔     | 前頭17 |          |           |                            |

### 十両
| 東方   | 東方    | 東方     | 番付   | 西方     | 西方      | 西方   |
| 備考   | 成績    | 力士名   | 番付   | 力士名   | 成績      | 備考   |
| ------ | ------- | -------- | ------ | -------- | --------- | ------ |
|        | 6勝9敗  | 大奄美   | 十両1  | 妙義龍   | 3勝12敗   |        |
|        | 9勝6敗  | 武将山   | 十両2  | 大翔鵬   | 5勝10敗   |        |
|        | 12勝3敗 | 遠藤     | 十両3  | 千代翔馬 | 12勝3敗   |        |
|        | 6勝9敗  | 東白龍   | 十両4  | 朝紅龍   | 7勝8敗    |        |
|        | 11勝4敗 | 輝       | 十両5  | 北の若   | 8勝5敗2休 |        |
|        | 6勝9敗  | 白熊     | 十両6  | 若隆景   | 14勝1敗   |        |
|        | 5勝10敗 | 獅司     | 十両7  | 島津海   | 5勝8敗2休 |        |
|        | 6勝9敗  | 英乃海   | 十両8  | 伯桜鵬   | 5勝6敗4休 |        |
|        | 6勝9敗  | 千代栄   | 十両9  | 玉正鳳   | 8勝7敗    |        |
|        | 8勝7敗  | 紫雷     | 十両10 | 白鷹山   | 6勝9敗    |        |
|        | 9勝6敗  | 志摩ノ海 | 十両11 | 碧山     | 7勝8敗    |        |
| 新十両 | 13勝2敗 | 阿武剋   | 十両12 | 對馬洋   | 7勝8敗    |        |
|        | 5勝10敗 | 欧勝海   | 十両13 | 千代丸   | 4勝11敗   | 再十両 |
| 新十両 | 8勝7敗  | 栃大海   | 十両14 | 風賢央   | 7勝8敗    | 新十両 |

## 優勝争い
初日に横綱・大関・関脇7人全員が敗れ、2日目終了時点で負けなしは平幕のみとなる。6日目終了時点で唯一負けなしだった宇良が7日目に敗れ全勝がいなくなり、中日を終えて、1敗でトップに立つのは、新小結・大の里と平幕・宝富士。2敗で大関・琴櫻などが追う展開であった。
9日目には、宝富士が美ノ海に敗れ、さらに大の里も平戸海に寄り切られ、1敗勢は消滅。2敗で琴櫻、大の里、御嶽海、湘南乃海、宝富士が5人が並ぶ展開となった。
10日目には、大の里、湘南乃海、宝富士が勝利し、勝ち越し。御嶽海は琴勝峰に敗れた。大関・琴櫻も9日目から再出場をした高安に投げの打ち合いの末、上手投げで敗れ、3敗に後退した。2敗3人を3敗7人（琴櫻、大栄翔、明生、御嶽海、琴勝峰、美ノ海、欧勝馬）が追う展開と変わった。
11日目、湘南乃海と宝富士の直接対決は湘南乃海が小手投げで制し、2敗をキープ。御嶽海と美ノ海の直接対決は御嶽海が勝利した。琴櫻は明生を上手投げで破る一方、大の里は豊昇龍の下手投げに屈し、3敗をなった。この時点で湘南乃海が2敗で単独トップに立ち、3敗で琴櫻、大の里、大栄翔、御嶽海、欧勝馬が追うこととなった。
12日目、湘南乃海は関脇・阿炎に敗れ、3敗に後退。琴櫻、大の里、欧勝馬はそれぞれ勝利し、先頭グループは3敗で4人、4敗には大関・豊昇龍ら7人が追う展開となった。
13日目、大の里は宇良を一気の押し出しで破り、3敗をキープ。琴櫻と湘南乃海の3敗同士の直接対決は琴櫻が立ち合いすぐの上手出し投げで勝利した。欧勝馬は関脇・若元春に寄り切られ、後退した。これで、3敗で琴櫻・大の里がトップに立ち、4敗で豊昇龍、阿炎、大栄翔、湘南乃海、欧勝馬となった。
14日目、大の里は湘南乃海を圧倒し、3敗をキープするも、琴櫻は阿炎を土俵際まで押し込むも阿炎の手繰りに崩れ、押し出された。これによって4敗に後退することとなった。他に4敗で残ったのは、豊昇龍、阿炎、大栄翔であり、優勝争いは5人に絞られた。
千秋楽、大の里が阿炎に勝利すれば、優勝となる一番。大の里は阿炎の突き押しをはじき、一気の押し出しで勝利。大の里が本割で優勝を決めた。

## 備考
- 場所初日に横綱・照ノ富士、琴櫻、貴景勝、霧島、豊昇龍の4大関が黒星を喫しており、初日に5人以上の横綱、大関が全員黒星を喫するという昭和以降初の不名誉記録となった[6]。
- 場所2日目に照ノ富士と貴景勝が休場。横綱と大関が同日に休場して不戦敗となるのは2017年7月場所6日目（横綱・稀勢の里と大関・照ノ富士）以来約7年ぶり[7]。
- 場所7日目の時点で、小結以上の出場者が豊昇龍、琴櫻、阿炎、大の里の4人のみとなったが、若元春は13日目より再出場した。
- 場所14日目を終わった段階で、十両優勝の成績が幕内最高優勝の成績を上回ることが確定した。
- 幕内最高優勝の大の里について、初土俵から7場所目の優勝は史上最速の記録であり、また新入幕から3場所連続の2桁勝利も史上初である。大銀杏の結えない丁髷の力士の幕内最高優勝は史上2例目かつ2場所連続。
  - このことと同年9月場所後に大の里が丁髷の段階で大関昇進を果たしたことから、2024年9月場所後の相撲雑誌の記事で相撲記者の長山聡が「幕内のレベルダウンを疑いたくもなる現象だ」と危機感を示した[8]。
- 十両は、遠藤が初日から10連勝。それを若隆景、阿武剋が1敗で追う展開であった。11日目に若隆景が遠藤に勝利し、3人が一敗で並ぶこととなった。遠藤はその後阿武剋にも敗戦し、2敗に後退。14日目の若隆景・阿武剋の直接対決は若隆景が叩き込みで勝利。この時点で若隆景が単独トップに立った。千秋楽、若隆景が對馬洋を破り、14勝1敗で十両優勝となった。
- 三賞は、殊勲賞に阿炎、大の里、大栄翔が幕内最高優勝を条件で受賞対象となった。結果、大の里が受賞。敢闘賞は湘南乃海と欧勝馬が千秋楽の勝利を条件に受賞対象となった。湘南乃海は明生に敗れ、受賞を逃した。欧勝馬は金峰山を破り、10勝5敗で敢闘賞受賞が決定した。技能賞は大の里が無条件受賞となった。
- 場所後、横綱審議委員会の山内昌之委員長は、2場所連続でまだ大銀杏の結えない関脇以下の力士が優勝したことについて、「番付崩壊までいかないにしても、〝番付の流動化〟が進んだ2場所。それは否定できない。幕内の下にいる力士たち、役力士の下にいる力士たちが優勝して、それが普通になるような事態。横綱大関をはじめとして上位力士の奮起が、ますます必要になる。それがないと、番付というものが有名無実になりかねない」と危機感をにじませた[9]。